# Freddie Redd
Freddie Redd   (Nova York, 29 de maig de 1928 - Nova York, 17 de març de 2021) fou un pianista i compositor de jazz estatunidenc.
Movent-se dins l'estil hard bop, el seu major èxit va ser la banda sonora de l'obra i la pel·lícula The Connection, en la qual va tocar i actuar a Nova York, Londres i París. La banda sonora de l'obra va quedar recollida en dos àlbums, un en format de quartet l'any 1960, i una reinterpretació en format de quintet l'any 1961. Tot i l'èxit de The Connection la seva carrera mai no va acabar d'enlairar-se als Estats Units, i durant un temps emigrà a Europa, tornant als Estats Units l'any 1974. Malgrat que mai no va aconseguir situar-se entre les primeres figures del jazz nord-americà, de fet va treballar extensament amb músics de prestigi, i així mateix va gravar diversos àlbums com a líder molt ben valorats per la crítica, com Shades of Redd.

## Discografia
- 1955 - Piano - East/West (Savoy)
- 1957 - San Francisco Suite (OJC)
- 1960 - Shades Of Redd (Blue Note)
- 1960 - The Music from ″The Connection″ (Blue Note)
- 1960 - The Music from ″The Connection″ (Felsted)
- 1971 - Under Paris Skies (Futura)
- 1988 - Live at the Studio Grill (Troika)
- 1990 - Everybody Loves A Winner (Milestone)